# Paul Maheke
 (novembre 2023).
Paul Maheke Ngamaha est un artiste français né en 1985 à Brive-la-Gaillarde.

## Biographie
Paul Maheke vit et étudie en France jusqu'en 2011. Diplômé de l'École Estienne (2007) et l’École nationale supérieure d’arts de Paris-Cergy (2011), il passe quelques années à Montréal avant de s’installer à Londres où il vit et travaille actuellement[Quand ?].
Paul Maheke explore les possibilités offertes par l’installation, la vidéo et la performance pour aborder les questions de l’identité et des systèmes de représentation dominants. Les archétypes relevant du genre et de l’exotisme sont questionnés, décrivant et mettant en scène une pratique de la désidentification.[réf. nécessaire]
Lauréat de deux prix – remis par le Fluxus Fund (2016) et le Ministère de la Culture (2014) – il a exposé son travail en Grande-Bretagne, en France, en Allemagne, au Canada, aux États-Unis et en Chine ; entre autres, au sein du Diaspora Pavilion durant la 57e Biennale de Venise (2017) en Italie, à la Tate Modern (2017) et South London Gallery de Londres (2016) au Royaume-Uni.
En 2018 la Chisenhale Gallery lui consacre une exposition personnelle d'envergure. Il participe à la Baltic Triennial 13 en Estonie ainsi qu’à la 6e Biennale de Rennes et Manifesta 12 à Palerme en Sicile.
En 2019, Il performe lors de l'ouverture et la clôture de la 58e Biennale de Venise et à la Biennale Performa 19, à New York. 
Ses œuvres ont été acquises par les collections de la Tate Modern (2019), du Centre National des Arts Plastiques (2020), FRAC Nord-Pas-de-Calais (2016), du FRAC Aquitaine (2018), du British Arts Council (2017) et Liverpool Walker Art Gallery (2018) en Grande-Bretagne ainsi que celle du Neues Museum Nürenberg en Allemagne. 

## Démarche artistique

### Interventions furtives
À Montréal, où il reste deux ans, l’artiste intervient dans l’espace public. Il propose une redéfinition du territoire en abandonnant des petits tableaux dans la rue ou en repeignant des bancs publics avec des paillettes. « C’était de petites choses minimales, scintillantes et colorées, adressées à des inconnus et inconnues, placées dans des endroits qui n’étaient pas destinées à l’art et son exposition. ». Par ce geste de mise à disposition des œuvres aux passantes et aux passantes, il pense le rapport à l’œuvre de manière plus intime.

### Identités culturelles dans l'espace public
De retour de son séjour à Montréal, il oriente son travail vers des questionnements plus spécifiquement liés l’altérité, au genre et au principe d’identité culturelle dans l’espace public. 
Ses actions remettent en question les représentations et les usages des paysages urbains ou ruraux qui, pour l’artiste, induisent un certain positionnement identitaire. En été 2013, il colle une affiche sur un cabinet de toilette publique sur une place parisienne reproduisant des extraits de Middlesex de Jeffrey Eugenides. Ce texte relatant l’histoire de l’hermaphrodite Calliope en filant une métaphore végétale remettait en cause la séparation usuelle entre les femmes et les hommes dans les toilettes publiques. 

### Le regard exotique
À Vassivière, il produit Tropicalité, l’île et l’exode (2014). Dans ce film de 12 minutes, l’artiste mêle des prises de vue de paysages de La Réunion, de l’Islande et de Vassivière et des séquences dansées, dont les correspondances sont explicitées par des extraits de textes de Victor Segalen (Essai sur l’exotisme), Michel Foucault (Le Corps utopique) et Patrick Chamoiseau (L’empreinte à Crusoé). 
Il poursuit ces questionnements sur l’appartenance et possibilité d’émancipation, en lien avec la colonisation et l’exotisme au sein du programme de recherche de l’Open School East à Londres. La danse apparait comme stratégie de résistance et/ou comme processus réflexif. 
La démarche de Paul Maheke touche à la désidentification, champ de pratiques théoriques, plastiques et performatives où les catégories de genre et d’appartenance ethniques sont remises en question, détournées, critiquées. Il s’appuie notamment sur l’ouvrage de José Esteban Muñoz Disidentifications: Queers Of Color And The Performance Of Politics (Cultural Studies of the Americas).

### Les eaux du corps
Il prépare une série d’expositions et de performances dont la première édition In Me Everything is Already Flowing a eu lieu à la ROOM E-10 27 Berlin (décembre 2016 – février 2017), prenant pour point de départ une citation de la philosophe Luce Irigaray reproduite dans Hydrofeminism : Or, On Becoming a Body of Water écrit par Astrida Neimanis. L’espace d’exposition est aussi une scène sur laquelle l’artiste expérimente la performance dansée, invitant le spectateur à observer un processus de création. 
Comme l’eau le corps mouvant devient une archive qui porte des histoires et des traumatismes transmis sur plusieurs générations. Le flux, dynamique et insaisissable, est un modèle pour une identité toujours en construction.

## Expositions
2020
- Crystal Clear, Pera Museum, Istanbul
- La vie des tables, Crédac, Ivry-sur-Seine
- Yesn’t, Galerie Sultana, Paris
- I Like Them, They’re Nice, Nir Altman gallery, Munich
- La pleine lune dort la nuit, Musée d’art contemporain de Rochechouart
- La Clinique du Queer, Maison Populaire, Montreuil
- The Spectral Forest, Nida Art Colony, Nida
- Possédé.e.s, MO.CO, Montpellier

2019
- A fire circle for a public hearing, Vleeshal, Middelburg
- Oolio, Triangle France, Marseille
- Diable blanc, Galerie Sultana, Paris
- Levant, Ludlow38, New York City
- Sènsa, in collab. with Nkisi and Ariel Efraim Ashbel, Performa 19, Abrons Arts Center, New York City
- Fondation Ricard 2019 Prize nominee
- Meetings on Art, performance program of the 58th Biennale de Venise
- Transcorporealities, cur. Leonie Radine, Museum Ludwig, Cologne
- Le fil d’alerte, Fondation d’entreprise Ricard, Paris
- 5th Block Universe Festival, Londres
- The Distance is Nowhere, ICA Miami, Miami (avec Sophie Mallett)
- Get Up, Stand Up, cur. Zak Ové + Ceri Hand, Somerset House, Londres
- Elements of Vogue, Museo del Chopo, Mexico
- Soft Architectures, Goodman Gallery, Cape Towno

2018
- A fire circle for a public hearing, Chisenhale Gallery, Londres
- Letter to a Barn Owl, Kevin Space, Vienna
- Dans l’éther, là, ou l’eau, Galerie Art & Essai, À cris ouverts, 6e Biennale de Rennes
- Le centre ne peut tenir, Paris, Lafayette Anticipations - Fondation d'entreprise Galeries Lafayette
- Baltic Triennial 13: Give Up the Ghost, Kunstihoone Tallinn
- Move, Centre Pompidou, Paris
- Kunstenfestivaldesarts, Charleroi Danse, Bruxelles
- Body Ecologies, Fluent at Centro Botín, Santander
- Shift, like the end and the way, Royal College of Art, Londres

2017
- BMW Live Exhibition: Ten Days Six Nights, Tate Modern, 2017
- Diaspora Pavilion, Venice, 2017
- Acqua Alta, Galerie Sultana, Paris, (exposition personnelle), 2017
- In Me Everything is Already Flowing, cur. Room E-1027, Center, Berlin, (exposition personnelle), 2017
- What Flows Through and Across, Assembly Point, Londres, (exposition personnelle), 2017
- Posthuman Complicities, cur. Andrea Popelka and Lisa Stuckey, Academie of Fine Arts, Vienne
- Partitions Performances, cur. Christian Alandete, Fondation Ricard, Paris, (performance)
- Diaspora Platform pavilion, cur. David A. Bailey, Biennale de Venise

2016
- Paul Maheke, The Serpentine Galleries, Londres
- Transition, cur. Pedro Morais, Galerie Alain Gutharc, Paris
- Hypersea, in collab. with Sophie Mallett, Turner Contemporary, Margate
- Seeking After *deep within*, invit. Mathew Parkin, Grand Union, Birmingham
- As Far As You Are Unconcerned, cur. Brenda Guesnet, The Showroom, Londres
- Lock Eyes and Bare with Me, invit. Bedfellows, Tate Modern, Londres
- Decolonial Love, Eventually, Document Film Festival, CCA, Glasgow
- Hotline, invit. Last Yearz Interesting Negro + Sara Sassanelli, ArtsAdmin, Londres
- High Arousal, cur. Jonathan P. Watts, hosted at Union Pacific, Londres
- TeachBack!, ImPulsTanz, Vienne
- And Then We Came, cur. W. Giovanni Gonzales, The White Cubicle (duo show w/ Vika Kirchenbauer)
- No Ordinary Love, Sultana Gallery, Paris (exposition collective)
- Festival de l’inattention, cur. Sophie Lapalu, Glassbox, Paris
- Queer at King’s, symposium, King’s College, Londres
- In Conversation with Niv Acosta, artist talk, South London Gallery, Londres
- Rythmass Poetry: Cecilia Bengolea & Jeremy Deller, moderator, Delfina Foundation, Londres
- I Would Have Done Everything for You/Gimme More, cur. Cédric Fauq, Londres
- Agent Double#2, dir. Olivier Pierre Jozef, Le Point Éphémère, Paris
- Tableaux: a season of screenings and performances, Assembly Point, Londres
- Ways of Living, cur. Arcadia Missa + @ Gaybar, David Roberts Art Foundation, Londres
- Paysage Sauvage, artist talk in duo with Alice Didier Champagne, FRAC Limousin
- Howdy Chicago, cur. Filip Zezovski Lind + Joss Heierli, Royal College of Art Shuttle, Londres
- Squad, night of performance, cur. Paul Maheke + Nkisi + Cédric Fauq, South London Gallery, Londres
- A Gesture Towards Transformation, The Rebel Man Standard Festival, Guest Projects, Londres
- Decolonial Love, Eventually: Could My Desire Have Enacted The -isms I Call Out? ICA, Londres
- Green Ray Turns Out To Be Mauve, Green Ray, Londres
- I Lost Track of the Swarm, South London Gallery, Londres
- Art+Feminisms+Web, panel discussion as part of Wikipédia Editathon, Lafayette Anticipation, Paris

2015
- Ruptures in Places, cur. Katy Orkisz, Association of British Insurers, Londres
- Agenda Salad, Open School East finale week, Londres
- A Night with Nkisi, Open School East, Londres
- Artist talk Dissections: Yinka Shonibare, DHC/ART, Montreal, Canada
- Resistance Is In The Cracks: a circular talk with Fannie Sosa, Open School East, Londres
- Odradek, Les Instants Chavirés, cur. Mikaela Assolent + Flora Katz, Montreuil, France
- Beyond Beyoncé: Use it like a bumper! a public conversation about Black feminism and Hip-Hop cultures, Open School East, Londres
- Moving-Up, commissioned by The Serpentine Galleries, Londres
- Parti(e) du paysage, cur. Simon Cau, Simon Cau Gallery hosted by 60e Salon de Montrouge, France

2014
- Re-former le monde visible, Le 116, cur. Marlène Rigler, Montreuil, France
- Festival of minimal actions, cur. Thomas Geiger, Bruxelles, Belgique
- Paysage sauvage / Wilderness, Les Banquets du Château, cur. Marianne Lanavère, Centre international d'art et du paysage de Vassivière, France
- 59e Salon de Montrouge, France

2013
- Viva!, Centre Clark, Montréal, Québec
- Si nous continuons à nous parler le même langage, nous allons reproduire la même histoire, avec Maxime Bichon, Le Commissariat, Treize, cur. Mikaela Assolent + Flora Katz, Paris, France[10]
- Videoakt, French Institute, Barcelone, Espagne
- Supermarket 2013, LMDP crew, Kulturhuset, Stockholm, Suède

2012
- Papier français, The Poetry Art Club, Brooklyn, New York, USA
- « Pratiques furtives » : Dragments d’une enquête, cur. Patrice Loubier, Skol art center, Montreal, Québec

2011
- Le musée performatif, Patio del Liceo, cur. Liv Schulman, Bueños Aires, Argentine
- Domaine public avec Ultralocal, Pornichet, Loire-Atlantique, France
- Mille Feuillets, La Vitrine, Drawing Now Paris I, Paris, France

2010
- A New Ceremony, Villa Pan, Suzhou, Chine
- Hautlesmainpeauxdelapins : Les Figures de l'imposture, la Maison de la recherche de la Sorbonne Nouvelle, Paris, France
- International Drawing Fair, Paris, France
- 2010 / 20 ans / Génération Gravure, cur. Françoise Pétrovitch, Paris, France

2009
- Expotempo, Le Carreau, Cergy, France
- Aides Project, Yvon Lambert Gallery Paris, France
- Grand prix de peinture, Paris, France

2008
- Youtube Battle : No Limit, Palais de Tokyo, Paris, France
- 2008 sept. 31, Galerie 51, Seoul, Corée du Sud
- Faites un vœu, Luxun Academy of Art and Design, Dalian, Chine
- Workshop Kaywon School, Séoul, Corée du Sud
- Workshop Luxun Academy of Art and Design, Dalian, Chine
- Le Cabinet de l’heure asiatique, En Cours, Paris, France